# بدريجاني
بدريجاني ((بالجورجية: ბადრიჯანი)) ويعرف أيضاً باسم Nigvziani Badrijani هو طبق من المطبخ الجورجي، يُعدّ من الباذنجان المقلي المحشو بمعجون الجوز، ويزيّن بحبوب الرمان.